# Valongo rakpart
A Valongo egy rakpart volt Rio de Janeiroban. 1811 és 1831 között ide érkeztek az Afrikából a brazil gyarmatra, majd császárságba szállított fekete rabszolgák; számukat a becslések 500 ezer és 1 millió közé teszik (ezzel Valongo az amerikai kontinens legtöbb rabszolgát fogadó helyszíne volt, és az afrikai rabszolgák amerikai kontinensre érkezésének legfontosabb kézzelfogható nyoma).
1843-ban feltöltötték egy új kikötőhely építésének részeként, majd 1911-ben egy városi teret hoztak létre a helyén. 2011-ben kikötői munkálatok során feltárták a rakpartot, ahol a rabszolgák számos tárgyi emlékét találták meg. 2017-ben kulturális világörökségi helyszínné nyilvánították. Ez az első afro-amerikaiakhoz kapcsolódó emlékhely, amelyet a világörökség részeként ismertek el.
A Valongo név a „vale longo” (hosszú völgy) kifejezés rövidítése, és gyakori portugál toponímia; eredetileg a rómaiak nevezték el vallis longusnak Porto egyik részét.

## Története
Az 1770-es évekig az úgynevezett Halas-part (Praia do Peixe, jelenleg a XV de Novembro tér) rakpartján rakodták ki az Afrikából Rio de Janeiroba érkező rabszolgákat, majd a városközpontban (a jelenlegi Primeiro de Março utca mentén) árusították őket, a helyiek és a külföldiek szeme láttára. Ez egyrészt egészségügyi aggodalmakat támasztott; feljegyezték, hogy Mascarenhas alkirály és Alarcão d'Eça márki felháborodásukat fejezték ki „azon rettenetes szokással szemben, hogy a fertőzött, meztelen feketék partra szállás után a fő közutakon keresztül belépnek a városba.” Azonban az embervásár elköltöztetésében főként az játszott közre, hogy a vezetők egy kulturált, európai szellemiségű város képét kívánták láttatni, és ebbe nem illett bele a civilizálatlan rabszolga-kereskedelem.
1774-ben a Valongonak nevezett partszakaszt és környékét (Praia do Peixetől északra) jelölték ki az afrikaiak árusításának helyéül, és 1779-ig meg is történt a költözés, azonban itt nem volt rakpart, így a feketéket a kikötőben rakodták ki, majd csónakokkal szállították őket Valongohoz. Az afrikaiak behozatala 1808-ban, a királyi udvar ideköltözésével lendült fel, a következő években pedig újabb rekordokat döntött. A város akkori gazdaságának legnagyobb részét a rabszolga-kereskedelem adta, mivel akkoriban Rio volt a legnagyobb rabszolga-importőr az udvart szolgáló személyzet és a cukornádültetvények munkaerőigénye miatt. Azonban Rio nem rabszolga-koncentrálónak, hanem inkább rabszolga-elosztónak volt tekinthető, ahonnan az egész brazil gyarmatra (később császárságba) szállították az afrikaiakat, hogy cukornád-, kávé-, dohányültetvényeken dolgozzanak. A 19. század első évtizedeiben az ország gazdaságának 50%-át a rabszolgamunka tartotta fenn.
Maga a Valongo rakpart csak 1811-ben készült el, és csak ettől fogva tudtak a helyszínen kirakodni a hajókból. Egyszerű eljárással épült: nem a szokásos módon egy töltésre, hanem közvetlenül a tengerpart homokjára helyezték a faragott köveket, a part természetes kontúrját követve. A tengerhez rámpa és lépcső vezetett. 1811 és 1831 között több százezer afrikai érkezett ide (a 4 millióból, akik Brazília történelmének során a gyarmatra, illetve a császárságba érkeztek); számukat 500 000-re, 900 000-re, vagy 1 millióra teszik. Főként Kelet- és Közép-Afrikából és Angolából érkeztek a rabszolgák; a nyugat-afrikaiakat Maranhão és Bahia felé vitték. Megjegyzendő, hogy a kirakodás, árusítás új helyszíne nem tudta megakadályozni a külföldi szemeket abban, hogy lássák, mi történik Rióban; például Maria Graham angol utazó is beszámolt könyvében a rabszolga-kereskedelem borzalmairól az 1820-as évek elején tett látogatása után.
A rakpart szomszédságában egy egész komplexum alakult ki a rabszolgák fogadására (a jelenlegi Gamboa, Saúde, Santo Cristo riói városnegyedek területén), beleértve a csarnokokat, ahol az afrikaiak elszállásolása és árusítása folyt (a jelenlegi Rua Camerino utca mentén), a lazarétumot (ahova a betegeket vitték kezelni vagy meghalni), és a Pretos Novos (Új Feketék) temetőt. Ezen a területen a felszabadítás után is, egészen 1920-ig különböző nemzetekből származó felszabadított feketék laktak, és Kis-Afrikának (Pequena África) nevezték.
A Brit Birodalom a brazil függetlenedés támogatásának fejében 1826-ban azt követelte, hogy a Brazil Császárság szüntesse be a rabszolga-kereskedelmet, azonban a brazilok ennek csak 1850-ben tettek eleget (bár a csempészet még 1888-ig, a rabszolgaság eltörléséig folyt). A Valongo rakpartot már 1831-ben bezárták, majd 1843-ban feltöltötték, hogy egy kikötőhelyet építsenek Bourbon–Szicíliai Teréz fogadására (Cais da Imperatriz, A császárné mólója). A 20. század elején történt városrendezés alkalmával 1911-ben lekövezték és egy nagy teret hoztak létre helyén (Jornal do Comércio).

## Feltárása
A Valongo rakpartra nem véletlenül bukkantak rá, mivel már a feltárás előtt is ismert volt, hogy a Jornal do Comércio tér alatt régészeti emlékek vannak. A feltárására azonban csak 2011-ben kezdődően került sor, amikor kikötői felújítások során régi afrikai tárgyakat találtak (Kongó, Angola, Mozambik területéről származó amulettek és kultikus objektumok). Az ezt követő ásatások során több ezer tárgy került elő (nyakláncok, állati fogak, gyöngyök, egy ékszerdoboz stb).
A régészeti lelőhely az Amerikába szállított afrikai rabszolgák kikötőhelyeinek legjelentősebb maradványa. Egyedülállónak és kivételesnek tekinthető mind anyagi, mind szellemi szempontból, ezért fontos történelmi és spirituális jelentőséggel bír az afroamerikaiak számára. A feltárt és a helyszínen közszemlére tett emlékek magukban foglalják az eredeti kőből épült rakpart teljes fennmaradt részét.
A riói Afrikai Örökség Történelmi és Régészeti Útvonala (Circuito Histórico e Arqueológico da Herança Africana) állomásának nyilvánították. Az útvonal további, Valongohoz köthető emlékhelyei:
- Largo do Depósito – csarnokok, ahova a beérkező afrikaiakat zsúfolták, majd árusították
- Pedra do Sal – ahol a rabszolgák a sót rakodták ki a hajókról. Egyes vélemények szerint ez a brazil szamba szülőhelye.[1] A felszabadítás után fekete rendezvények helyszíne lett, és olyan zenészek tartottak itt előadásokat, mint Pixinguinha, Donga, João da Baiana, Heitor dos Prazeres
- Cemitério dos Pretos Novos – temető, ahol 1779–1831 között az útközben vagy a rabszolgavásár előtt meghalt afrikaiakat eltemették; 1996-ban tárták fel
- Jardim Suspenso do Valongo – romantikus angolkert, amelyet a felszabadítás után hoztak létre, hogy ellensúlyozzák a rabszolgaság nyomait a környéken
- Centro Cultural José Bonifácio – az afro-brazil kulturális társaság székhelye

Bár 2017-ben világörökségi helyszínné nyilvánították, turisztikai és kulturális kihasználtsága és a Brazília rabszolgatartó történelmével való szembenézés még várat magára. Jelenleg (2022) még nem nyitottak látogatóközpontot, nincs tájékoztatás, a feltárás során talált leleteket nem állították ki, az intézőbizottságot a Bolsonaro-kormány menesztette.